# Keith Sutliff
'Keith Sutliff’ (nacido en Dothan, 15 de junio de 1987) es un actor, escritor, guionista, director y productor de cine en Estados Unidos entre los cuales destacan The Last Days, Suitcase City, West 32nd Street y The Mason Brothers. Su trabajo se caracteriza por guiones “non-lineares”, luces oscuras y esquemas de color “de-saturados” con géneros basados principalmente en crímenes.

## Biografía
Keith Sutliff nació el 15 de junio de 1987 en Dothan (Alabama). Se graduó en H. B. Plant High School en Tampa (Florida) en el 2005. Asistió a la Universidad de Florida Central en Orlando y se graduó en 2010 con una Licenciatura de Ciencias en Justicia Criminal.
En el 2012 Sutliff se transfiere en Los Ángeles (California) y en poco tiempo obtiene el máster de director de cine en el East Los Angeles Skills Center. El primer cortometraje de Sutliff ha sido “The Last Days” en el cual empleó 4 meses de trabajo desde la escritura del guion hasta el montaje final. Desde ese momento Sutliff ha continuado a escribir, dirigir y producir otros varios cortometrajes hasta su primera producción de largometraje en 2017, la película de estilo drama-criminal titulada “The Mason Brothers”. Actualmente es el CEO del productora KS Pictures. Desde el año 2023 crea su nueva compañía de producciones virtuales Sutliff Studios Virtual Productions donde evoluciona su producción de cine con la nueva tecnología de escenarios virtuales usando Unreal Engine.

## Filmografía

### Cine
| Año  | Película                                                           | Director | Productor | Escritor | Actor | Notas        |
| ---- | ------------------------------------------------------------------ | -------- | --------- | -------- | ----- | ------------ |
| 2012 | Open Call                                                          | No       | No        | No       | Sí    | Cortometraje |
| 2012 | A Mother's Love                                                    | No       | No        | No       | Sí    | Cortometraje |
| 2014 | The Last Days                                                      | Sí       | Sí        | Sí       | Sí    | Cortometraje |
| 2014 | Tempting Fate                                                      | No       | No        | No       | Sí    | Película     |
| 2015 | Suitcase City                                                      | Sí       | Sí        | Sí       | Sí    | Cortometraje |
| 2015 | Discretion                                                         | No       | No        | No       | Sí    | Cortometraje |
| 2016 | West 32nd Street                                                   | Sí       | Sí        | Sí       | Sí    | Cortometraje |
| 2017 | The Mason Brothers                                                 | Sí       | Sí        | Sí       | Sí    | Película     |
| 2017 | Promised Land                                                      | No       | Sí        | No       | Sí    | Cortometraje |
| 2017 | Street Survivors: The True Story of the Lynyrd Skynyrd Plane Crash | No       | No        | No       | Sí    | Película     |
| 2018 | A Medicine for the Mind                                            | No       | No        | No       | Sí    | Cortometraje |
| 2019 | The Refuge                                                         | Sí       | Sí        | Sí       | Sí    | Película     |
| 2022 | Suitcase City                                                      | Sí       | Sí        | Sí       | Sí    | Serie        |
| 2022 | Cyclops Chronicles: The Story of Scott Summers                     | Sí       | Sí        | Sí       | Sí    | Serie        |

## Nominaciones y premios
- Hollywood Weekly Film Festival - The Mason Brothers - Premio a Mejor Película (Best Feature Film)[10]
- Hollywood Weekly Film Festival - The Mason Brothers - Nominado a Mejor Director (Best Director)
- Hollywood Weekly Film Festival - The Mason Brothers - Nominado a Mejor Director de Casting (Best Casting Director)
- Action on Film International Film Festival - Suitcase City - Premio a Mejor Coreografía de Lucha (Best Fight Choreography)
- Action on Film International Film Festival - Suitcase City - Nominado a Mejor Corto de Acción (Best Action Film Short)
- Action on Film International Film Festival - Suitcase City - Nominado a Mejor Corto de Guerrilla (Best Guerrilla Film Short)
- MartialCon Film Festival - Suitcase City - Nominado a Mejor Corto “Urban” (Best Urban Film Short)